# Helsinki Open 2007
Die Helsinki Open 2007 fanden vom 9. bis zum 11. November 2007 in Helsinki statt. Es war die erste Austragung dieser internationalen Meisterschaften von Finnland im Badminton.

## Medaillengewinner
| Disziplin    | Gold                                | Silber                          | Bronze                       |
| ------------ | ----------------------------------- | ------------------------------- | ---------------------------- |
| Herreneinzel | Ville Lång                          | Antti Viitikko                  | Ilkka Nyqvist                |
| Herreneinzel | Ville Lång                          | Antti Viitikko                  | Tuomas Nuorteva              |
| Dameneinzel  | Saara Hynninen                      | Nanna Vainio                    | Elina Väisänen               |
| Dameneinzel  | Saara Hynninen                      | Nanna Vainio                    | Noora Virta                  |
| Herrendoppel | Petri Hyyryläinen Tuomas Karhula    | Ilkka Nyqvist Tuomas Palmqvist  | Peder Nordin Johan Kasperi   |
| Herrendoppel | Petri Hyyryläinen Tuomas Karhula    | Ilkka Nyqvist Tuomas Palmqvist  | Pekka Ryhänen Ville Lång     |
| Damendoppel  | Marina Andrievskaia Elena Sukhareva | Maria Väisänen Elina Väisänen   | Sofie Alm Katja Ruohonen     |
| Damendoppel  | Marina Andrievskaia Elena Sukhareva | Maria Väisänen Elina Väisänen   | Noora Virta Sanni Rautala    |
| Mixed        | Tuomas Nuorteva Maria Väisänen      | Petri Hyyryläinen Sanni Rautala | Ville Lång Karoliine Hõim    |
| Mixed        | Tuomas Nuorteva Maria Väisänen      | Petri Hyyryläinen Sanni Rautala | Ilkka Nyqvist Elina Väisänen |